# Amara chalcea
Amara chalcea là một loài bọ cánh cứng trong chi Amara thuộc họ Carabidae.